# Campionati mondiali di bob 1966
I Campionati mondiali di bob 1966, ventiquattresima edizione della manifestazione organizzata dalla Federazione Internazionale di Bob e Skeleton, si sono disputati a Cortina d'Ampezzo, in Italia, sulla Pista olimpica Eugenio Monti, il tracciato sul quale si svolsero le competizioni del bob ai Giochi di Cortina d'Ampezzo 1956 e le rassegne iridate maschili del 1937 (unicamente nel bob a due), del 1939 (soltanto nel bob a quattro), del 1950, del 1954 e del 1960  in entrambe le specialità. La località italiana ha ospitato quindi le competizioni iridate per la quinta volta nel bob a due uomini mentre venne cancellata la gara di bob a quattro a causa della morte dell'atleta tedesco occidentale Toni Pensperger, che fu in seguito insignito della medaglia d'oro postuma assieme ai suoi compagni Ludwig Siebert, Helmut Werzer e Roland Ebert, sopravvissuti all'incidente.
L'edizione ha visto dominare l'Italia che si aggiudicò una medaglia d'oro e una d'argento sulle tre disponibili in totale, lasciando al Regno Unito il bronzo. L'unico titolo assegnato è stato infatti conquistato nel bob a due uomini da Eugenio Monti e Sergio Siorpaes.

## Risultati

### Bob a due uomini
La gara si è disputata il 29 e il 30 gennaio 1966 nell'arco di quattro manches. 
| Pos. | Atleti                                | Nazione          | Tempo   | Distacco |
| ---- | ------------------------------------- | ---------------- | ------- | -------- |
|      | Eugenio Monti Sergio Siorpaes         | Italia II        | 5:07.52 |          |
|      | Gianfranco Gaspari Leonardo Cavallini | Italia I         | 5:10.09 | +2.57    |
|      | Anthony Nash Robin Dixon              | Regno Unito      | 5:12.75 | +5.23    |
| 4    | Toni Pensperger Ludwig Siebert        | Germania Ovest I | 5:15.12 | +7.60    |
| 5    | Ion Panțuru Nicolae Neagoe            | Romania I        | 5:15.33 | +7.81    |
| 6    | Erwin Thaler Reinhold Durnthaler      | Austria          | 5:16.05 | +8.53    |

### Bob a quattro
La gara è stata cancellata a causa della morte dell'atleta tedesco occidentale Toni Pensperger, che fu in seguito insignito della medaglia d'oro postuma assieme ai suoi compagni Ludwig Siebert, Helmut Werzer e Roland Ebert, sopravvissuti all'incidente.

## Medagliere
| Posizione | Nazione     | Oro | Argento | Bronzo | Totale |
| --------- | ----------- | --- | ------- | ------ | ------ |
| 1         | Italia      | 1   | 1       | 0      | 2      |
| 2         | Regno Unito | 0   | 0       | 1      | 1      |
| Totale    | Totale      | 1   | 1       | 1      | 3      |